# Giv'at Cva'im
Giv'at Cva'im (hebrejsky: גבעת צבאים) je vrch o nadmořské výšce 84 metrů v severním Izraeli, na pomezí vysočiny Ramat Cva'im a Charodského údolí.
Leží cca 7 kilometrů severozápadně od města Bejt Še'an a 1,5 kilometru východně od vesnice Bejt ha-Šita. Má podobu odlesněného terénního zlomu. Na jižní straně terén prudce spadá do zemědělsky využívaného Charodského údolí. Zemědělské pozemky se rozkládají i severně od kopce, kde začíná vysočina Ramat Cva'im. Na západní straně pokračují svahy dílčím vrcholem Giv'at Kipodan. Na východní straně do Charodského údolí stéká vádí Nachal Pachat.